# Keosauqua (Iowa)
Keosauqua – miasto w Stanach Zjednoczonych, w stanie Iowa, nad rzeką Des Moines, siedziba hrabstwie Van Buren. W 2000 liczyło 1 066 mieszkańców.